# Wilhelm Hoffmann (Gewichtheber)
Wilhelm „Willi“ Hoffmann war ein deutscher Gewichtheber.

## Karriere
Wilhelm Hoffmann belegte bei den Olympischen Sommerspielen 1928 in Amsterdam den 6. Platz in der Klasse bis 75 kg. Bei den Europameisterschaften 1929 in Wien gewann er in der gleichen Klasse Bronze. Ebenfalls Bronze gewann Hoffmann 1928 und 1930 bei den Deutschen Meisterschaften. 1931 wurde er Fünfter bei den Europameisterschaften und gewann Silber bei den Deutschen Meisterschaften.